# Ryan Robbins
Ryan Robbins (* 26. listopadu 1971 Victoria (Britská Kolumbie), Kanada) je kanadský herec. Je známý svými rolemi Ladona Radima v seriálu Hvězdná brána: Atlantida, Charlieho Connora v seriálu Battlestar Galactica a Henryho Fosse v seriálu Svatyně.

## Filmografie
| Televizní seriály | Televizní seriály            | Televizní seriály | Televizní seriály     |
| Rok               | Název                        | Role              | Poznámky              |
| ----------------- | ---------------------------- | ----------------- | --------------------- |
| 2011              | Mortal Kombat: Legacy        | Raiden            |                       |
| 2011              | Svatyně                      | Henry Foss        | 2008-2011             |
| 2009              | Riese                        | Rand              |                       |
| 2009              | The Guard (seriál),The Guard | Wendell Linham    | 2008-2009             |
| 2009              | Battlestar Galactica         | Charlie Connor    | 2008-2009             |
| 2008              | Ďáblův sluha                 | Démon             | (1 epizoda, 2008)     |
| 2007              | Painkiller Jane              | Dr. Lewis         | (1 epizoda, 2007)     |
| 2007              | Agentura Jasno               | Vernon Stallings  | (1 epizoda, 2007)     |
| 2006              | Hvězdná brána: Atlantida     | Ladon Radim       | (5 epizod, 2004-2006) |
| Filmy             |                              |                   |                       |
| Rok               | Název                        | Role              | Poznámky              |
| 2012              | Philadelphia Experiment      | Richard Falkner   |                       |
| 2012              | Cold Blooded                 | Cordero           |                       |
| 2011              | Marilyn                      | Michael Grant     |                       |
| 2011              | Apollo 18                    | John Grey         |                       |
| 2011              | Vampire                      | Kevin Grant       |                       |
| 2010              | Wrecked                      | George Weaver     |                       |
| 2008              | Cestující                    | Dean              |                       |
| 2007              | Vetřelci vs Predátor 2       | Truck Driver      |                       |
| 2006              | Vražda je tak snadná         | Shawn Little      |                       |